# Stylidium luteum
Stylidium luteum este o specie de plante dicotiledonate din genul Stylidium, familia Stylidiaceae, ordinul Asterales, descrisă de Robert Brown. Conform Catalogue of Life specia Stylidium luteum nu are subspecii cunoscute.